# Szubsk Duży
Szubsk Duży [pronunciación en polaco: /ˈʂupsk ˈduʐɨ/] es un pueblo ubicado en el distrito administrativo de Gmina Krośniewice, dentro del condado de Kutno, Voivodato de Łódź, en el centro de Polonia. Se encuentra a unos 6 kilómetros al este de Krośniewice, a 8 kilómetros al oeste de Kutno, y a 53 kilómetros al norte de la capital regional Łódź.